# Juli 2019
Portal Geschichte | Portal Biografien | Aktuelle Ereignisse | Jahreskalender | Tagesartikel

◄ |
20. Jahrhundert |
21. Jahrhundert

◄ |
1980er |
1990er |
2000er |
2010er
| 2020er | 2030er | 2040er

◄ |
2015 |
2016 |
2017 |
2018 |
2019
| 2020 | 2021 | 2022 | 2023 | ►

◄ |
April 2019 |
Mai 2019 |
Juni 2019 |
Juli 2019 |
August 2019 |
September 2019 |
Oktober 2019 |
►
Dieser Artikel behandelt tagesbezogene Nachrichten und Ereignisse im Juli 2019.

## Tagesgeschehen

### Montag, 1. Juli 2019

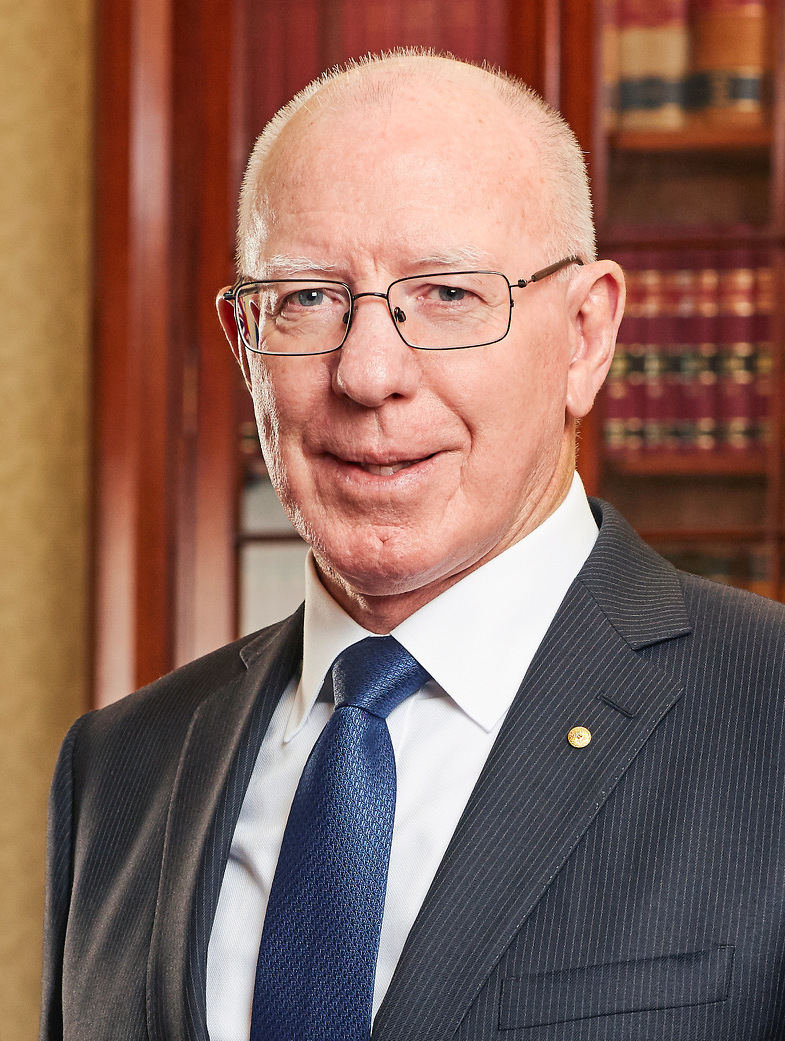
David Hurley

- Canberra/Australien: David Hurley übernimmt von Peter Cosgrove das Amt des Generalgouverneurs.
- Caracas/Venezuela: Der im März 2019 ausgewiesene Botschafter Deutschlands in Venezuela, Daniel Kriener, darf nun wieder nach Venezuela zurückkehren. Grund für die Ausweisung war, dass Kriener den erklärten Übergangspräsidenten Venezuelas Juan Guaidó unterstützt hat.[1]
- Helsinki/Finnland: Finnland übernimmt von Rumänien den Vorsitz im Rat der Europäischen Union (Finnische EU-Ratspräsidentschaft 2019).
- Kronach/Deutschland: Der Unterhaltungs- und Kommunikationstechnikhersteller Loewe stellt seine Produktion ein.
- Panama-Stadt/Panama: Laurentino Cortizo hat sein Amt als neuer Staatspräsident des Landes angetreten.
- Wien/Österreich: Bernhard Achitz (SPÖ), Werner Amon (ÖVP) und Walter Rosenkranz (FPÖ) sind als neue Volksanwälte angelobt worden.
- Seweromorsk//Russland: Bei einem Brand an Bord eines russischen Tiefseeforschungs-Unterseebootes (Projekt 10831) sterben 14 Seeleute.
- Berlin/Deutschland: Beginn der Bewerbungsphase für den SPD-Vorsitz

### Dienstag, 2. Juli 2019
- Berlin/Deutschland: Vergabe des Deutschen Gründerpreises
- Brüssel/Belgien: Der Europäische Rat der Staats- und Regierungschefs nominiert Ursula von der Leyen für das Amt der EU-Kommissionspräsidentin.[2]
- Südpazifik und Südamerika: Sonnenfinsternis
- Vaduz/Liechtenstein: Infolge der sogenannten «Berater-Affäre» entzieht der Landtag der Ministerin für Äusseres, Justiz und Kultur, Aurelia Frick, das Vertrauen.
- Tegucigalpa/Honduras: Der wegen einer Denguefieber-Epidemie bereits im Juni für die meisten Verwaltungsbezirke ausgerufene Gesundheitsnotstand wird auf das ganze Land ausgeweitet.[3]

### Mittwoch, 3. Juli 2019
- Frankfurt am Main/Deutschland: Das Oberlandesgericht hebt die Verurteilung der Ärztin Kristina Hänel wegen Werbung für den Abbruch der Schwangerschaft auf und verweist das Verfahren zurück an das Landgericht Gießen.
- Neapel/Italien: Eröffnung der Sommer-Universiade 2019 (bis 14. Juli)
- Regensburg/Deutschland: Im Rahmen der juristischen Aufarbeitung der Regensburger Parteispendenaffäre fällt das Landgericht sein Urteil gegen den Oberbürgermeister der Stadt, Joachim Wolbergs, und weitere Angeklagte.
- Straßburg/Frankreich: Die Abgeordneten des im Mai neu gewählten Europäischen Parlaments wählen einen Tag nach der konstituierenden Sitzung den Italiener David-Maria Sassoli (PD/S&D) zu ihrem Präsidenten.
- Wien/Österreich: Der Nationalrat legt als Termin für die vorgezogene Neuwahl den 29. September 2019 fest.
- Tegucigalpa/Honduras: Beim Untergang eines Fischereischiffes in der Karibik vor der honduranischen Küste sterben mindestens 27 Menschen.[4]
- Zarzis/Tunesien: Ein in Libyen gestartetes Boot mit über 80 Migranten an Bord kentert im Mittelmeer vor der tunesischen Küste. Nur wenige können gerettet werden.[5]

### Donnerstag, 4. Juli 2019
- Karlsruhe/Deutschland: Der Bundesgerichtshof gibt sein Urteil zu den Klageaktivitäten der Deutschen Umwelthilfe als Verbraucherverband bekannt.

### Freitag, 5. Juli 2019
- Um 00:11 Uhr MESZ erreicht die Erde im Aphel ihrer Bahn aufgrund der Gravitationswirkungen des zeitnahen Neumonds und der beiden großen, in Opposition befindlichen Planeten Jupiter und Saturn den größten Abstand von der Sonne seit 1984, der erst im 23. Jahrhundert wieder übertroffen wird.[6][7]
- Posen/Polen: Die dreitägige Westbalkan-Konferenz geht zu Ende.

### Samstag, 6. Juli 2019
- Ankara/Türkei: Der Chef der Zentralbank des Landes, Murat Çetinkaya, wird entlassen. Nachfolger wird sein bisheriger Stellvertreter Murat Uysal.[8]
- Baku/Aserbaidschan: Das Welterbekomitee der UNESCO nimmt unter anderem die Montanregion Erzgebirge und die Historische Wasserwirtschaft Augsburg in das Welterbe auf.[9]
- Brüssel/Belgien: Beginn der 106. Tour de France (bis 28. Juli)
- Karlsbad/Tschechien: Letzter Tag des Internationalen Filmfestivals
- München/Deutschland: Letzter Tag des Filmfests München
- Ridgecrest/Vereinigte Staaten: Im Süden des Bundesstaates Kalifornien tritt ein Erdbeben der Stärke 7,1 auf. Mehrere Menschen wurden leicht verletzt. Es war bereits das zweite Beben innerhalb von 2 Tagen in dieser Region.[10]
- Wels/Österreich: Start der 71. Österreich-Rundfahrt (bis 12. Juli)

### Sonntag, 7. Juli 2019
- Athen/Griechenland: Parlamentswahl
- Chicago/Vereinigte Staaten: Endspiel des CONCACAF Gold Cups im Stadion Soldier Field. Das Spiel zwischen Mexiko und den USA geht 1:0 aus. Damit gewinnt Mexiko seinen insgesamt 11. Titel.[11]
- Rio de Janeiro/Brasilien: Brasilien wird nach einem 3:1 im Finale gegen Peru bei der Copa America 2019 Südamerikameister.
- Hamburg/Deutschland: Im Stadion am Rothenbaum endet die 12. Beachvolleyball-Weltmeisterschaft
- Lyon/Frankreich: Im Finale der Frauenfußball-WM gewinnt die USA mit 2:0 gegen die Niederlande und gewinnt somit ihren insgesamt 4. Titel.[12]

### Dienstag, 9. Juli 2019
- Darmstadt/Deutschland: Die Deutsche Akademie für Sprache und Dichtung gibt die Verleihung des Georg-Büchner-Preises an Lukas Bärfuss bekannt. Die Übergabe der Auszeichnung ist für den 2. November 2019 vorgesehen.[13]

### Mittwoch, 10. Juli 2019
- Baku/Aserbaidschan: Das 43. Treffen des Welterbekomitees endet.
- Belo Horizonte/Brasilien: Nach dem Dammbruch in einer Eisenerzmine am 26. Januar 2019 ist das Bergbauunternehmen Vale dazu verurteilt worden, für alle entstanden Schäden aufzukommen. Insgesamt starben bei dem Unglück über 200 Menschen.[14]
- Wiesbaden/Deutschland: Das Landgericht verkündet sein Urteil im Prozess um die Tötung von Susanna F.[15]

### Donnerstag, 11. Juli 2019
- Bonn/Deutschland: Das Bundeskartellamt untersagt die Übernahme des Dualen Systems Deutschland durch Remondis.
- Moskau/Russland: Bei einem Gasbrand in einem Vorort von Moskau stirbt ein Mensch und 13 weitere werden verletzt.[16]
- Kourou/Französisch-Guayana: Beim Fehlstart einer Vega-Rakete mit dem Satelliten Falcon Eye 1 entsteht der bislang größte Versicherungsschaden in der Geschichte der Raumfahrt.

### Freitag, 12. Juli 2019
- Berlin/Deutschland: Auf der Museumsinsel wird die James-Simon-Galerie eröffnet.
- Gwangju/Südkorea: Beginn der Schwimmweltmeisterschaften
- Vilnius/Litauen: Gitanas Nausėda tritt sein Amt als neuer Präsident des Landes an.[17]
- Kitzbühel/Österreich: Der belgische Radprofi Ben Hermans vom Team Israel Cycling Academy gewinnt die Gesamtwertung der 71. Österreich-Rundfahrt.[18]

### Samstag, 13. Juli 2019
- Kosmodrom Baikonur/Kasachstan: Start einer Proton-Rakete mit dem Weltraumteleskop eROSITA als Teil des deutsch-russischen Röntgenobservatoriums Spektr-RG.
- London/Vereinigtes Königreich: Die Rumänin Simona Halep gewinnt durch einen Sieg gegen die US-Amerikanerin Serena Williams zum ersten Mal das Dameneinzel der Wimbledon Championships.[19]

### Sonntag, 14. Juli 2019
- London/England: Im Finale des ICC Cricket World Cups setzt sich die englische Auswahl gegen die Vertretung Neuseelands durch.
- London/Vereinigtes Königreich: Im längsten Finale in der Geschichte der Wimbledon Championships besiegt der Serbe Novak Đoković den Schweizer Roger Federer.[20]
- Umeå/Schweden: Beim Absturz eines Flugzeugs vom Typ Gippsland Airvan 8 auf der Insel Storsandskär kommen alle neun Insassen ums Leben.
- Jerewan/Armenien: Beginn der U-19-Fußball-Europameisterschaft

### Montag, 15. Juli 2019
- London/Vereinigtes Königreich: Die Bank of England gibt für Ende 2021 die Herausgabe einer 50-Pfund-Banknote mit dem Bild von Alan Turing bekannt.[21]
- München/Deutschland: Der Vorstand der FIBA Europa gibt die Vergabe der Basketball-Europameisterschaft 2021 nach Deutschland, Georgien, Italien und Tschechien bekannt. Die Endrunde soll in Berlin stattfinden.

### Dienstag, 16. Juli 2019
- Paris/Frankreich: Umweltminister François de Rugy reicht seinen Rücktritt ein. Zur Nachfolgerin wird die bisherige beigeordnete Ministerin für Transport, Élisabeth Borne, ernannt.
- Straßburg/Frankreich: Ursula von der Leyen wird vom EU-Parlament als Präsidentin der Europäischen Kommission und somit zur Nachfolgerin von Jean-Claude Juncker gewählt.
- Brüssel/Belgien: Martin Selmayr kündigt seinen Rücktritt als Generalsekretär der Europäischen Kommission an.
- Washington, D.C./Vereinigte Staaten: Das US-Justizministerium gibt die Einstellung der strafrechtlichen Ermittlungen gegen die für den Todesfall Eric Garner verantwortlichen Polizisten bekannt.
- Südamerika, Europa, Afrika, Asien, Australien, Antarktis: Um 23:32 Uhr (MESZ) erreicht die partielle Mondfinsternis mit zirka zwei Dritteln Verdunklung ihr Maximum.[22]

### Mittwoch, 17. Juli 2019
- Berlin/Deutschland: Nach ihrer Wahl zur Präsidentin der EU-Kommission am Vortag tritt Ursula von der Leyen von ihrem Amt als Bundesverteidigungsministerin zurück. Zur Nachfolgerin wird Annegret Kramp-Karrenbauer vom stellvertretenden Bundesratspräsidenten Michael Müller ernannt.[23]
- Genf/Schweiz: Die Weltgesundheitsorganisation erklärt wegen der Ebolafieber-Epidemie 2018 bis 2020 in der Demokratischen Republik Kongo und Uganda den internationalen Gesundheitsnotstand. Bereits jetzt sind schon mehr als 1600 Menschen gestorben und weitere 2000 Personen infiziert.[24]
- Istanbul/Türkei: Der Journalist Erol Önderoğlu, die Menschenrechtsaktivistin Şebnem Korur Fincancı und der Autor Ahmet Nesin werden vom Vorwurf der Verbreitung von Terrorpropaganda freigesprochen.[25]
- Minsk/Belarus: Die Konfliktparteien des Krieges ist der Ostukraine vereinbaren eine Waffenruhe, die in der Nacht zum 21. Juli in Kraft treten soll. Darüber hinaus vorgesehen sind unter anderem der Austausch von Kriegsgefangenen sowie der Wiederaufbau der Grenzbrücke bei Stanyzja Luhanska.[26]
- München/Deutschland: Der Bayerische Landtag nimmt mit 167 zu 25 Stimmen das Volksbegehren Rettet die Bienen an.[27]
- New York/Vereinigte Staaten: Der ehemalige Chef des Sinaloa-Kartell El Chapo wird von einem Gericht zu einer lebenslänglichen Freiheitsstrafe plus 30 Jahren verurteilt, nachdem er im Februar von einer Jury in allen Anklagepunkten für schuldig befunden wurde.[28]
- Punjab/Pakistan: Der Führer der islamistischen Terrororganisation Laschkar-e Taiba, Hafiz Mohammad Saeed, wird festgenommen. Er gilt als Drahtzieher der Anschläge in Mumbai vom November 2008.

### Donnerstag, 18. Juli 2019
- Greer/Vereinigte Staaten: Der Aufsichtsrat von BMW entscheidet sich für Produktionsvorstand Oliver Zipse als Nachfolger von Harald Krüger als Vorstandsvorsitzenden des Unternehmens. Als aussichtsreicher Kandidat hatte auch Entwicklungschef Klaus Fröhlich gegolten.[29]
- Washington, D.C./Vereinigte Staaten US-Präsident Donald Trump gibt die Nominierung von Eugene Scalia, Sohn von Antonin Scalia, als Nachfolger des zurückgetretenen Arbeitsministers Alexander Acosta bekannt.[30]
- Kyōto/Japan: Bei einem Brandanschlag auf das japanische Animationsstudio Kyōto Animation sind mindestens 30 Menschen ums Leben gekommen.
- Königswinter/Deutschland: Auf dem Petersberg bei Bonn beginnt der 18. Petersburger Dialog mit den Außenministern Heiko Maas und Sergei Lawrow.[31]

### Freitag, 19. Juli 2019
- Athen/Griechenland: Bei einem Erdbeben der Stärke 5,3 und in einer Tiefe von 15 Kilometern werden zwei Menschen leicht verletzt. Größere Schäden sind laut Behörden nicht entstanden.[32]
- Bonn/Deutschland: Bekanntgabe der Entscheidung, welche deutschen Universitäten künftig im Rahmen der Exzellenzstrategie des Bundes und der Länder als sogenannte Exzellenzuniversitäten besonders gefördert werden.[33]
- Kairo/Ägypten: Im Cairo International Stadium schlägt die Vertretung Algeriens die Mannschaft Senegals im Endspiel des Afrika-Cups mit 1:0.
- München/Deutschland: Mit einem 1:1 zwischen 1860 München und Preußen Münster startet die 3. Fußball-Liga in die neue Spielzeit.
- Pristina/Kosovo: Ramush Haradinaj tritt als Premierminister des Landes zurück.
- Sitten/Schweiz: Zum Auftakt der neuen Saison der Fussball-Super League gewinnt der FC Basel beim FC Sion mit 4:1.
- Südpazifik: Die chinesische Raumstation Tiangong 2 stürzt kontrolliert ab.

### Samstag, 20. Juli 2019
- Kosmodrom Baikonur/Kasachstan: Um 18:28 MESZ startet das Raumschiff Sojus MS-13 mit den Astronauten Alexander Skworzow, Luca Parmitano und Andrew R. Morgan zur Internationalen Raumstation.

### Sonntag, 21. Juli 2019
- Aachen/Deutschland: Letzter Tag des CHIO
- Kiew/Ukraine: Parlamentswahl
- Tokio/Japan: Wahl des Oberhauses

### Montag, 22. Juli 2019
- Wien/Österreich: Der Abriss des Rinterzelts beginnt.[34]
- Sriharikota/Indien: Start der indischen Mondsonde Chandrayaan-2 um 11:13 Uhr MESZ mit einer GSLV-3-Rakete vom Satish Dhawan Space Centre.

### Dienstag, 23. Juli 2019
- Budapest/Ungarn: Letzter Tag der Fechtweltmeisterschaften
- London/Vereinigtes Königreich: Vince Cable übergibt die Führerschaft der Liberal Democrats an seine Nachfolgerin.[35] Zuvor hatte sich Jo Swinson im Rahmen einer Urabstimmung unter den Mitgliedern der Partei gegen Ed Davey durchgesetzt.[36]
- London/Vereinigtes Königreich: Die Conservative Party gibt bekannt, dass Boris Johnson die Wahl zum Parteiführer gewonnen hat. Sein Gegenkandidat Jeremy Hunt unterliegt deutlich. Anne Milton tritt als Staatssekretärin im Bildungsministerium zurück.
- Madrid/Spanien: Knapp drei Monate nach der Parlamentswahl stellt sich Pedro Sánchez den Abgeordneten zur Wiederwahl als Ministerpräsident. Ein allfälliger zweiter Wahlgang ist für den 25. Juli vorgesehen.[37]
- Wien/Österreich: Die Anti-Doping Rechtskommission (ÖADR) gibt bekannt, dass die Skilangläufer Max Hauke und Dominik Baldauf wegen Eigenblutdopings für jeweils vier Jahre gesperrt werden. Alle seit dem 1. April 2016 errungenen Titel, Medaillen, Preise, Start- und Preisgelder werden ihnen aberkannt.[38]

### Mittwoch, 24. Juli 2019

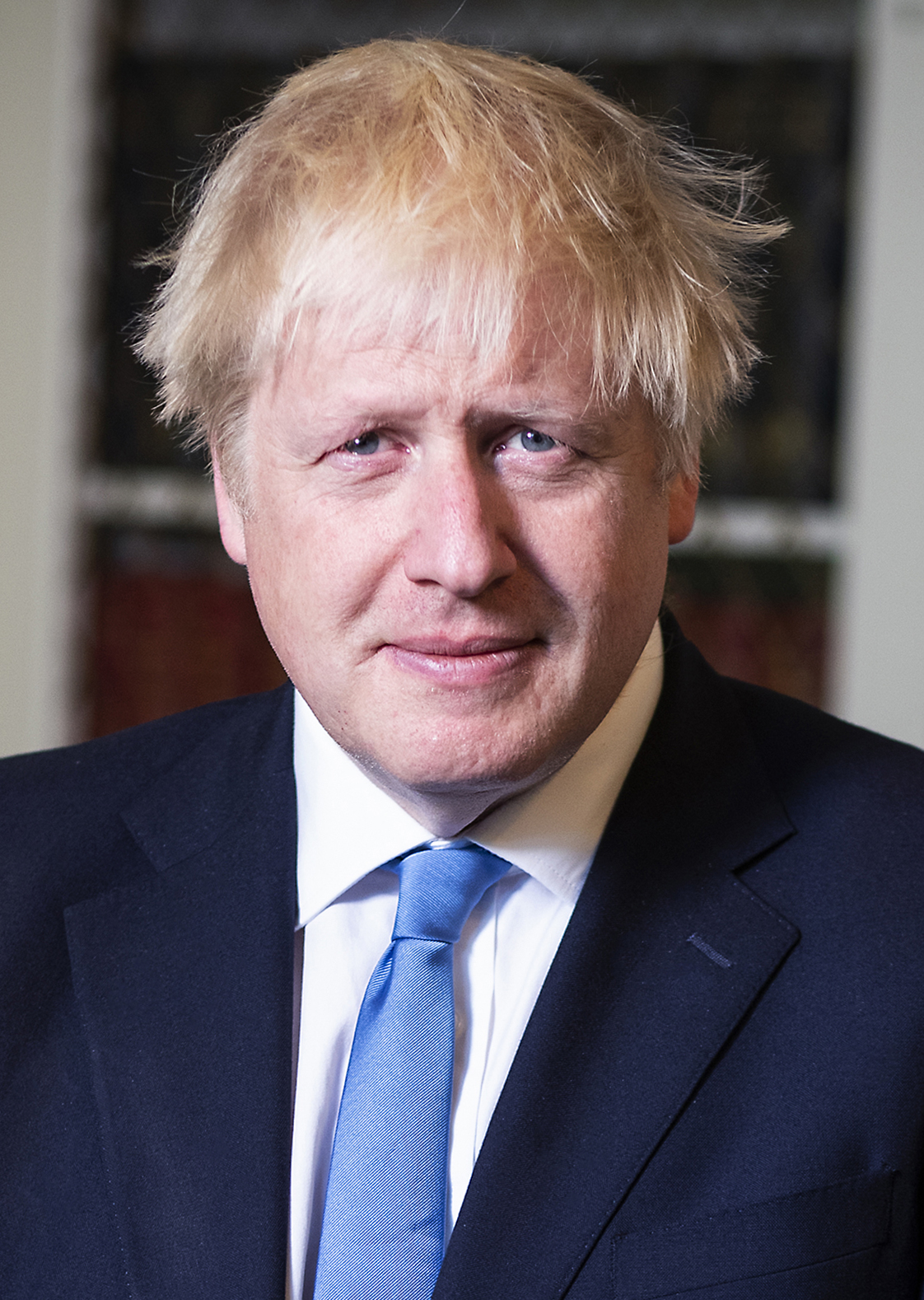
Boris Johnson

- Berlin/Deutschland: Mit der Vereidigung von Annegret Kramp-Karrenbauer vor dem Deutschen Bundestag geht auch die Befehls- und Kommandogewalt über die Bundeswehr auf die neue Bundesverteidigungsministerin über.[23]
- London/Vereinigtes Königreich: Nach dem Rücktritt von Theresa May wird Boris Johnson zum neuen Premierminister ernannt.[39]
- Luxemburg/Luxemburg: Die Staatsanwalt gibt bekannt, dass sie in dem seit Juli 2014 unterbrochenen Strafprozess um die sogenannte „Bombenlegeraffäre“ gegen neun weitere Verdächtige Anklage erheben wird.
- Neuenkirchen-Vörden/Deutschland: Beim Brand eines Stalles verenden rund 86.500 Legehennen.[40]
- Greater Banjul Area/Gambia: Tausende Bürger protestierten in der Greater Banjul Area gegen – nach ihrer Meinung – herrschenden Polizeigewalt; es kam zu Gewalttaten.
- Brikama/Gambia: Gewaltsame Proteste in Brikama forderten rund 50 Verletzte, die Bewegung #OccupyBAC sieht Misswirtschaft und Korruption beim Regionalrat Brikama Area Council.[41]

### Donnerstag, 25. Juli 2019
- Kosmodrom Jiuquan/Volksrepublik China: Der Beijing Interstellar Glory Space Technology Ltd. – besser bekannt als iSpace – gelingt mit ihrer neuen Rakete Hyperbola-1 als erstem chinesischen Privatunternehmen der Start eines Satelliten.
- Ismajil/Ukraine: Unter dem Vorwurf, an der russischen Provokation bei Kertsch im November 2018 beteiligt gewesen zu sein und dort ukrainische Schiffe blockiert zu haben, wird der russische Tanker Nika Spirit im Hafen der Stadt festgesetzt.[42]
- Leipzig/Deutschland: Der sächsische Verfassungsgerichtshof befindet über eine Beschwerde gegen die Entscheidung des Landeswahlausschusses, einen Teil der von der AfD zur Landtagswahl eingereichten Kandidatenliste nicht zuzulassen.
- Tunis/Tunesien: Nach dem Tod von Präsident Beji Caid Essebsi wird Parlamentspräsident Mohamed Ennaceur zum kommissarischen Präsidenten ernannt. Außerdem wird die Präsidentschaftswahl von November auf den 15. September vorgezogen.[43]
- Al-Chums/Libyen: Etwa 5 Kilometer vor dem Küstenort ereignet sich ein Bootsunglück, bei dem bis zu 200 Menschen ums Leben kommen. Ein nach Angaben des Roten Halbmonds mit rund 360 Migranten besetztes Boot, das in Al-Chums gestartet war, zerbricht in zwei Teile. Bis zum 27. Juli können 160 Passagiere gerettet und 67 Leichen geborgen werden, 138 Personen werden vermisst.[44]
- Lingen/Deutschland: Gleich an mehreren Messstationen wird der am Vortag in Geilenkirchen aufgestellte deutsche Hitzerekord von 40,5 °C übertroffen, am wärmsten ist es mit 42,6 °C in Lingen im Emsland.[45]

### Freitag, 26. Juli 2019
- Boca Chica (Texas)/Vereinigte Staaten: Gegen 5:45 Uhr MESZ absolviert die Versuchsrakete Starhopper des US-Raumfahrtunternehmens SpaceX erfolgreich ihren ersten, kurzen Testflug.
- Stuttgart/Deutschland: Der VfB Stuttgart und Hannover 96 eröffnen die neue Saison der 2. Fußball-Bundesliga.
- Salzburg/Österreich: Im Solitär der Universität Mozarteum Salzburg wird der französische Autor Michel Houellebecq mit dem Österreichischen Staatspreis für Europäische Literatur ausgezeichnet.[46]
- Wien/Österreich: Rapid Wien und RB Salzburg bestreiten das erste Spiel der neuen Saison der Fußball-Bundesliga.
- Lima/Peru: Eröffnungsfeier der Panamerikaspiele

### Samstag, 27. Juli 2019
- Berlin/Deutschland: Christopher Street Day
- Gwangju/Südkorea: Finalspiele der Wasserball-WM
- Borno/Nigeria: Durch drei mutmaßlich der islamistischen Terrorgruppe Boko Haram zugehörige Angreifer auf Motorrädern werden im Distrikt Nganzai nahe der Hauptstadt Maiduguri 65 Männer erschossen und 10 verletzt, die zu Fuß auf dem Heimweg von einer Beerdigung im Dorf Goni Abachari in ihr Nachbardorf Badu Kuluwu waren.[47]
- Jerewan/Armenien: Durch einen 2:0-Sieg gegen Portugal gewinnt die spanische Mannschaft die U-19-Fußball-Europameisterschaft.

### Sonntag, 28. Juli 2019
- Blackpool/Vereinigtes Königreich: In den Winter Gardens setzt sich im Finale des World Matchplay der Engländer Rob Cross gegen seinen Landsmann Michael Smith durch.
- Gwangju/Südkorea: Letzter Tag der Schwimmweltmeisterschaften
- Hockenheim/Deutschland: Die vorerst letzte Austragung des Großen Preises von Deutschland gewinnt der Niederländer Max Verstappen.
- Nürnberg/Deutschland: Bei der Wahl zum Fußballer des Jahres setzen sich Marco Reus bei den Männern, Dzsenifer Marozsán bei den Frauen und Jürgen Klopp bei den Trainern durch.
- Paris/Frankreich: Letzte Etappe der Tour de France. Gesamtsieger wird der Kolumbianer Egan Bernal.
- Paisley/Schottland: Im St. Mirren Park schlägt im Endspiel der U-19-Fußball-Europameisterschaft der Frauen die Vertretung Frankreichs die deutsche Mannschaft mit 2:1.

### Montag, 29. Juli 2019
- Oakland/Vereinigte Staaten: Der vom Global Footprint Network ermittelte Earth Overshoot Day, jener Tag an dem die menschliche Nachfrage nach nachwachsenden Rohstoffen das Angebot und die Kapazität der Erde zur Reproduktion dieser Ressourcen im Jahr 2019 übersteigt, fällt dieses Jahr auf den 29. Juli.[48]
- Frankfurt am Main/Deutschland: Am Hauptbahnhof werden ein 8-jähriger Junge und seine Mutter vom Bahnsteig aus vor einen einfahrenden Zug gestoßen. Die Mutter kann sich retten, das Kind stirbt.
- Altamira/Brasilien: Beim Massaker von Altamira, einem Gefängnisaufstand im Centro de Recuperação Regional de Altamira, kommen 62 Menschen ums Leben.

### Dienstag, 30. Juli 2019
- Bukarest/Rumänien: Innenminister Nicolae Moga tritt nach nur sechstägiger Amtszeit zurück.[49]

### Mittwoch, 31. Juli 2019
- München/Deutschland: Tottenham Hotspur besiegt im Endspiel des Audi Cups Bayern München nach Elfmeterschießen.